# Girolamo Gigli
Girolamo Gigli, född 14 oktober 1660 i Siena, död 4 januari 1722 i Rom, var en italiensk skald. Gigli skrev lyriska dikter och satiriska komedier. Hans samlade verk utgavs 1797.